# Bourdenay
Bourdenay ist eine französische Gemeinde mit 123 Einwohnern (Stand: 1. Januar 2022) im Département Aube in der Region Grand Est. Sie gehört zum Kanton Saint-Lyé und zum Arrondissement Nogent-sur-Seine. 
Sie ist umgeben von folgenden Nachbargemeinden:
| Soligny-les-Étangs              | Charmoy                                     | Avon-la-Pèze      |
| Trancault                       | Kompassrose, die auf Nachbargemeinden zeigt |                   |
| Saint-Maurice-aux-Riches-Hommes | Bercenay-le-Hayer                           | Marcilly-le-Hayer |

Zu Bourdenay gehört neben der Hauptsiedlung auch der Weiler Bellevillotte.

## Bevölkerungsentwicklung
| Jahr                      | 1962 | 1968 | 1975 | 1982 | 1990 | 1999 | 2008 | 2016 |
| ------------------------- | ---- | ---- | ---- | ---- | ---- | ---- | ---- | ---- |
| Einwohner                 | 127  | 123  | 113  | 108  | 116  | 123  | 103  | 124  |
| Quelle: Cassini und INSEE |      |      |      |      |      |      |      |      |

## Sehenswürdigkeiten
- Kirche Saint-Privat

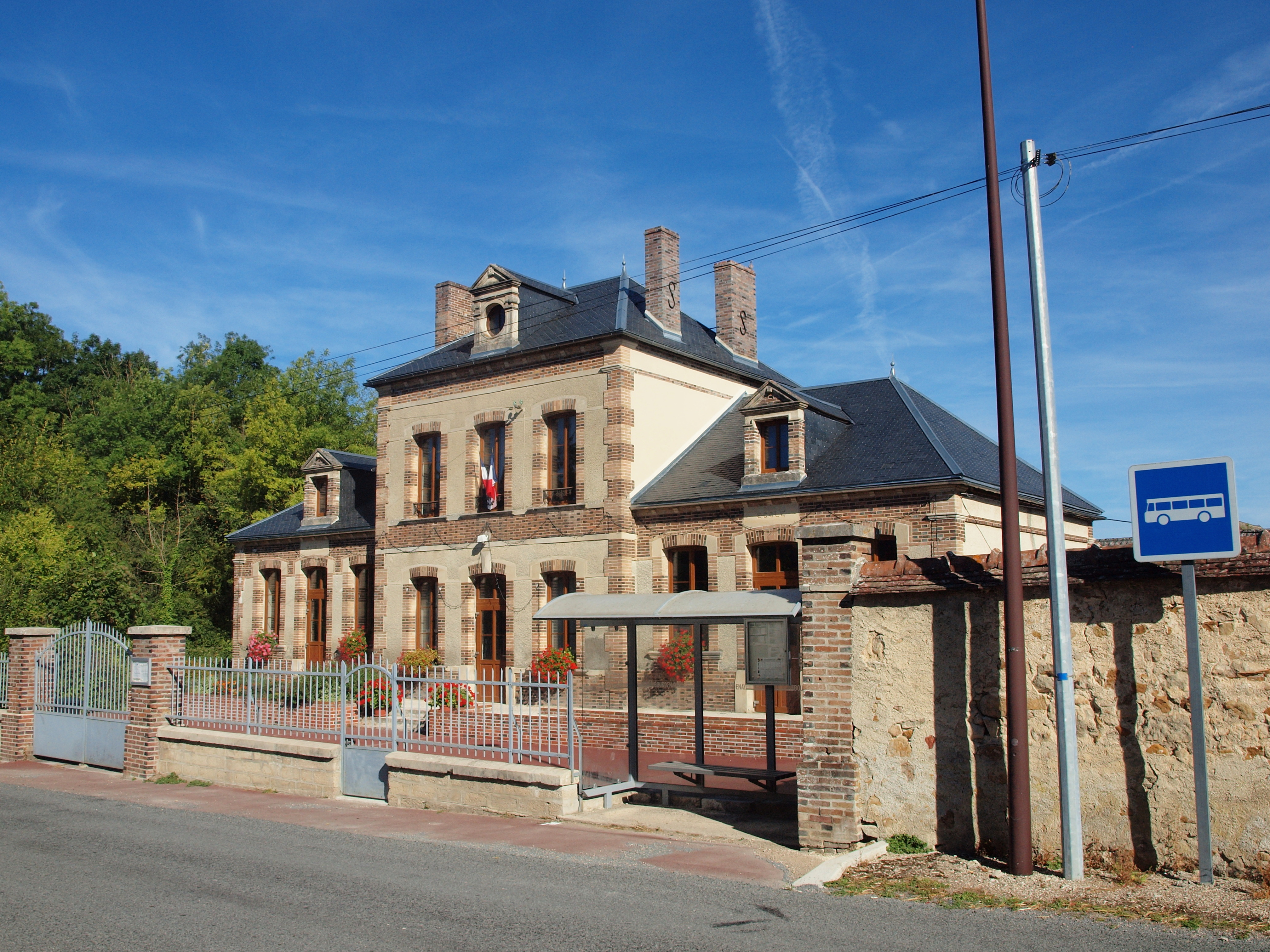
Mairie von Bourdenay
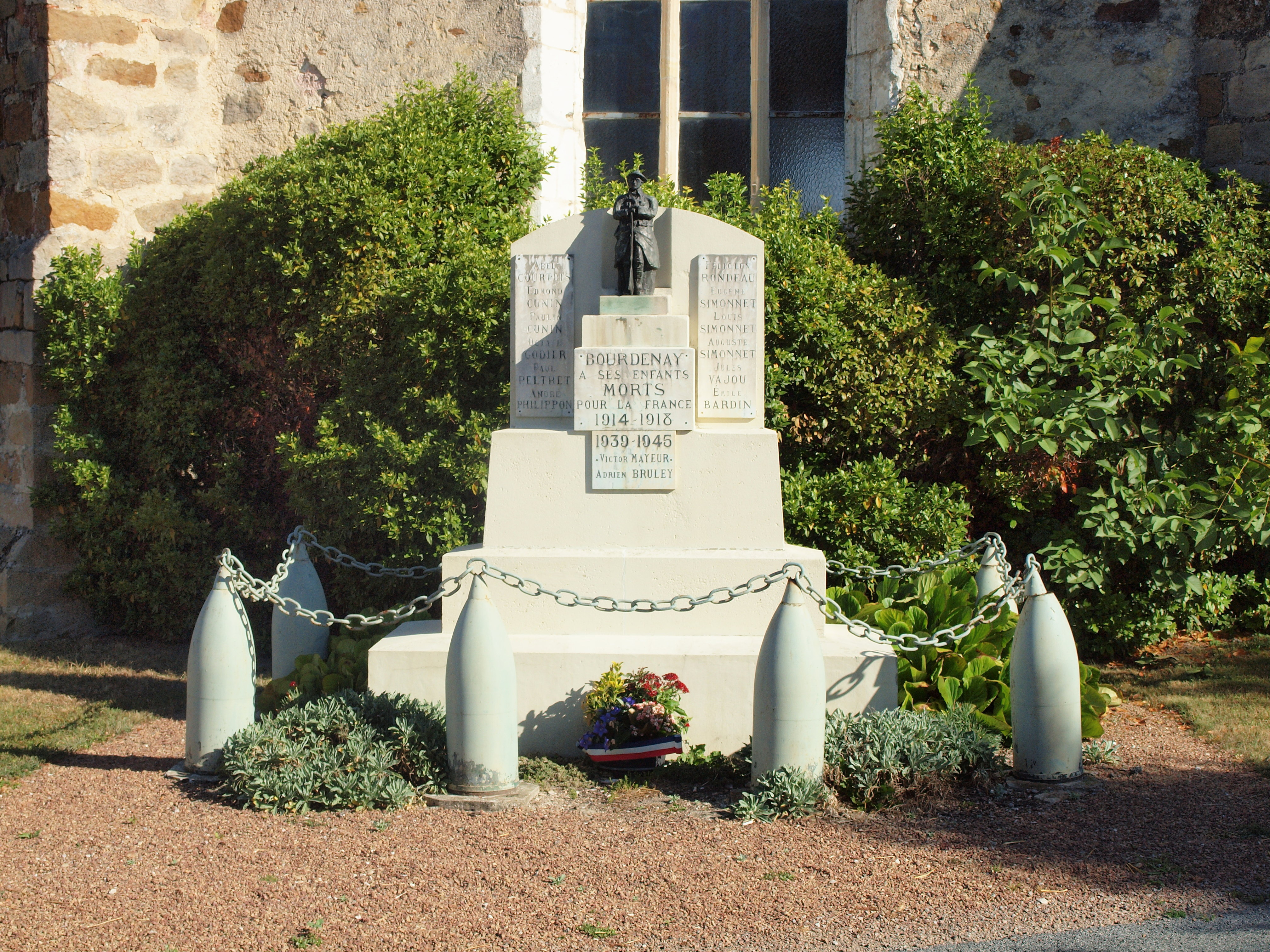
Kriegerdenkmal
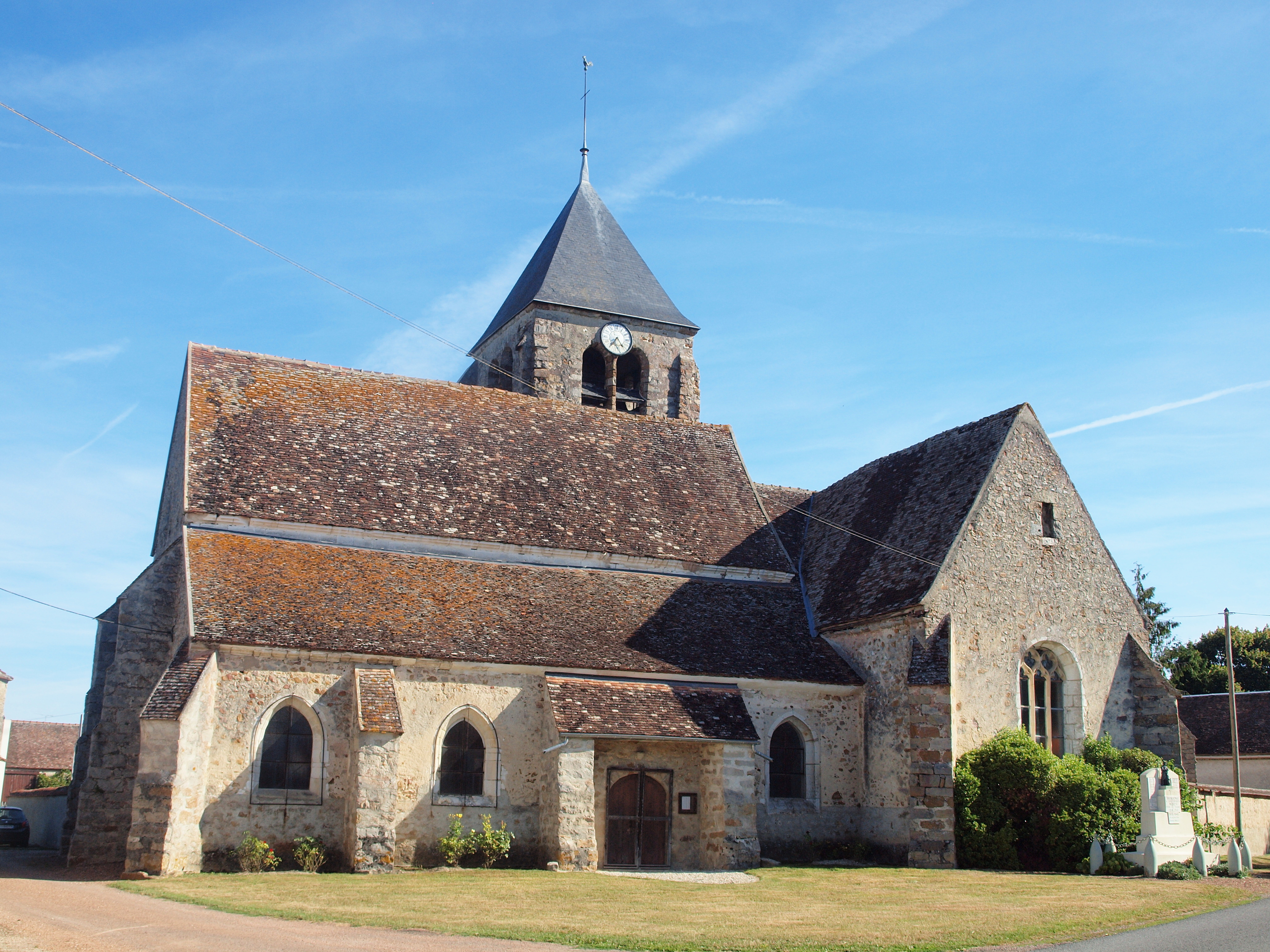
Kirche Saint-Privat